# Zé Doca
Zé Doca är en kommun i Brasilien.   Den ligger i delstaten Maranhão, i den nordöstra delen av landet, 1 400 km norr om huvudstaden Brasília. Antalet invånare är 50 160.
Omgivningarna runt Zé Doca är huvudsakligen savann. Runt Zé Doca är det glesbefolkat, med 20 invånare per kvadratkilometer.